# Ахкаф
аль-Ахка́ф (араб. الأحقاف‎) — название 46 суры Корана и географический термин смысл и применение которых имеют разное толкование.

## В Коране
Сура получила свое название из 21 аята, в котором говорится об адитах: «Вспомни [, Мухаммад,] брата ’адитов, как он предупредил свой народ в ал-Ахкафе, когда увещевания произносились прежде него и после него, [возвестив]: „Не поклоняйтесь никому, кроме Аллаха! Воистину, я опасаюсь, что вас постигнет наказание в великий день“.». Слово ахкаф обычно переводится в словарях, тафсирах и переводах Корана как «изогнутые песчаные дюны».
Средневековые арабские географы считали аль-Ахкаф названием песчаной пустыни в Южной Аравии, лежащей между Хадрамаутом и Оманом, то есть в восточной части ар-Рамли или ар-Руб аль-Хали. Современные западные географы склонны идентифицировать аль-Ахкаф с ар-Рамлей или только её западной частью.
С. Ландберг утверждал, что аль-Ахкаф используется в Южной Аравии в качестве регионального имени, примерно как синоним Хадрамаута в самом широком смысле и не применяется к пескам, находящемся севернее. У южных бедуинов слово ахкаф означает просто горы и не связан ни с дюнами, или, как это было предложено Ландбергом, с пещерами (кухуф). По сообщениям Ибн аль-Кальби, а затем аль-Бакри и Якута, ответ Али ибн Абу Талиба жителю Хадрамаута указывает на то, что даже в древние времена ахкаф мог быть использован в Южной Аравии в качестве гор, а не в качестве названия песчаной дюны.